# Merle Montgomery
Merle Montgomery (geb. Merle Campbell; * 15. Mai 1904 in Davidson/Oklahoma; † 25. August 1986 in Chantilly) war eine US-amerikanische Komponistin, Pianistin und Musikpädagogin.
Montgomery studierte Klavier an der University of Oklahoma. Von 1929 bis 1933 besuchte sie Sommerkurse am American Conservatory in Fontainebleau und nahm privaten Unterricht bei Nadia Boulanger und Isidore Philipp. Sie gab zunächst in Oklahoma privaten Unterricht und unterrichtete von 1934 bis 1939 Klavier und Musiktheorie am Southwestern Oklahoma College in Weatherford. 1937 erhielt sie den Mastergrad für Musiktheorie an der Eastman School of Music, wo sie von 1943 bis 1945 Klavier und Theorie unterrichtete. 1948 erhielt sie an der Eastman School den Doktorgrad mit einer Dissertation über Vincent d’Indy.
Ab 1945 unterrichtete Montgomery Komposition nach dem Schillinger-System und war Mitarbeiterin des Musikverlages Carl Fischer in New York. Von 1956 bis 1966 arbeitete sie für das Musikdepartment der Oxford University Press und unterrichtete Klavier und Musiktheorie an der Turtle Bay Music School und am Westchester Conservatory. Von 1958 bis 1960 war sie Präsidentin der New York Federation of Music Clubs. In dieser Zeit veröffentlichte sie bei Fischer ihre Music Theory Papers und Music Composition Papers. Zwischen 1963 und 1972 gab sie zwei Bände der Sribner Music Library heraus.
Von 1967 bis 1971 war Montgomery beim Verlag Fischer Koordinatorin für das sinfonische Repertoire und Vizepräsidentin für Öffentlichkeitsarbeit. 1971 war sie Gründungs- und Vorstandsmitglied des New York Philomusica Chamber Ensemble, von 1971 bis 1975 Präsidentin der National Federation of Music Clubs. Zwischen 1975 und 1979 war sie Präsidentin des National Music Council, ab 1977 Vizepräsidentin des Musicians Club of New York. 1976 wurde sie in die Oklahoma Hall of Fame aufgenommen. In ihren letzten Jahren war sie Vertreterin der National Federation of Music Clubs bei den Vereinten Nationen.
Als Komponistin wurde Montgomery vor allem mit mehreren Sammlungen von Kinderliedern bekannt. Mitte der 1950er Jahre schrieb und produzierte sie eine Reihe von Kurzfilmen unter dem Titel Let's go to Musicland!.

## Quelle
- Library of Congress - Merle Montgomery Papers

| Personendaten    | Personendaten                                              |
| ---------------- | ---------------------------------------------------------- |
| NAME             | Montgomery, Merle                                          |
| KURZBESCHREIBUNG | US-amerikanische Komponistin, Pianistin und Musikpädagogin |
| GEBURTSDATUM     | 15. Mai 1904                                               |
| GEBURTSORT       | Davidson (Oklahoma)                                        |
| STERBEDATUM      | 25. August 1986                                            |
| STERBEORT        | Chantilly                                                  |